# 高松市立古高松南小学校
高松市立古高松南小学校（たかまつしりつ ふるたかまつみなみしょうがっこう）は、香川県高松市新田町にある市立小学校。

## 概要
高松市の東部、古高松地区のほぼ中央に位置している。周辺は戦後高松市のベッドタウンとして人口が急増し、校区は古高松小学校から分割されたものである。

## 学校データ
- 児童数：586人（2011年度[1]）
- 児童愛称：

学校施設（2010年5月1日時点）
- 普通教室：17教室
- 特別教室：12教室
- 校舎面積：4934m2
- 体育館面積：1050m2

服装規定
- 制服：あり（通年必用）
- 防寒着：使用可能（上着はフードが一体化になっているものを除く）　　　　　　　　　　　　　　　　　　　　　　（詳細は不明）

## 歴史

### 年表
- 1980年（昭和55年）4月1日 - 開校。校区を古高松小学校区から分割。
- 1981年（昭和56年）2月8日 - 校歌制定。
- 2004年（平成16年）4月1日 - 高松市立小中学校全校で3学期制を廃して2学期制を導入。

### 全校児童数の推移
古高松南小学校の児童数は年々増加している。
- 1999年度：338人
- 2000年度：311人（-27人）
- 2001年度：318人（+7人）
- 2002年度：328人（+10人）
- 2003年度：327人（-1人）
- 2004年度：355人（+28人）
- 2005年度：378人（+23人）
- 2006年度：402人（+24人）
- 2007年度：455人（+53人）
- 2008年度：491人（+36人）
- 2009年度：539人（+48人）
- 2010年度：552人（+13人）
- 2011年度：586人（+34人）

## 教育目標
- 豊かな心をもち、自ら考え行動できるたくましい児童の育成

児童像
- 自ら考え行動できる子
- 仲よく助け合う子
- 体をきたえ元気な子

## 通学区域
通学区域は高松市古高松地区及び前田地区の各一部。開校前のこの地域は古高松小学校区であった。
- 高松市
  - 春日町
  - 新田町
  - 高松町861番地、863番地2、870番地、871番地、873番地、876番地、877番地、879番地、880番地、883番地、884番地（1～4を除く）
  - 前田西町758番地～760番地、762番地（762番地1を除く）、763番地2

## 進学先中学校
- 高松市立古高松中学校

## 校区内の主な施設
- 国道11号高松北バイパス
- さぬき東街道
- 高松市道室町新田線
- 高松大学

## 交通
- JR高徳線屋島駅より徒歩34分（1.8km）
- ことでんバス高松医療センター・大学病院線 堀江バス停より徒歩16分（0.8km）